# 亚当·克尔西
亚当·克尔西（英語：Adam Kersey，1989年—），澳大利亚足球裁判，布里斯班人。中国足协的文件中将其称为亚当。
2012年3月23日，亚当·克尔西第一次执法澳大利亞職業足球聯賽比赛，比赛双方是阿德莱德联和墨尔本雄心。此前，克尔西已经有10年的裁判经验。2012年，克尔西获得了澳大利亚政府体育委员会国家裁判奖学金资助。
2012年中超联赛最后一轮广州恒大与北京国安的比赛，中国足协邀请亚当·克尔西执法。2013年中超联赛第9轮，中国足协更是邀请他在同一轮连续执法两场比赛（广州富力对北京国安，山东鲁能对青岛中能）。这样的安排相当罕见，中国足协的做法引起了媒体质疑。中国足协的回应称，聘用澳大利亚裁判比聘用其他近邻国家裁判花费更多，这样做可以节省花销。